# Charles van der Stappen
Charles van der Stappen (Saint-Josse-ten-Noode, Brüsszel mellett, 1843. december 19. – Brüsszel, 1910. október 21.) a 19. századi belga szobrászat legjelentősebb mestere Meunier mellett.

## Életpályája
A brüsszeli művészeti akadémián Jean-François Portaels festő tanítványa volt, majd Párizsban Rude, Mercié, Carpeaux szobrainak tanulmányozása jelentette számára a további képzést. Brüsszelben 1883-tól tanára, 1898-tól igazgatója a brüsszeli művészeti akadémiának. Kivált pályakezdésének első évtizedében gyakran látogatott el Párizsba, Firenzébe és Rómába. Ihletője volt a görög művészet, az itáliai reneszánsz. Az akadémián igen kiváló tanítványai voltak, köztük a festő és szobrász Rik Wouters.
Belgiumban a 19. században Charles van der Stappen sokat tett a belga szobrászat fellendítésért. Constantin Meunier mellett a legjelentékenyebb belga szobrász.

## Munkássága
Korai munkája: A faun toiletteje aranyérmet nyert Brüsszelben. Fő munkáinak egyike A művészet tanítása bronzcsoport, amely a brüsszeli Királyi Szépművészeti Múzeum bejáratánál nyert elhelyezést. Szent Mihály a sárkánnyal c. szobrával a brüsszeli városháza lépcsőházát díszítették.
Aktszobrait finom ruganyosság jellemzi, Ifjú karddal (1876, brüsszeli múzeumban), Keresztelő Szent János (antwerpeni múzeum), Duzzadó hullám c. női akt (brüsszeli múzeumban).
A városépítők című köztéri alkotása két hatalmas munkásalakot ábrázol, e szobrot 1897-ben Budapesten állami nagy aranyéremmel jutalmazták.  Brüsszelben egy nagy parkban, a Parc du Cinquantenaire-ban nyert elhelyezést. Van der Stappen e szobra Meunier hatását mutatja, aki előszeretettel ábrázolt robusztus munkásalakokat.
Kitűnő arckép- és mellszobrokat (Portaels mellszobra) készített, s híressé vált A titokzatos Szfinx című 1897-es márványszobra. Ez a szobor már nem a hagyományos historizáló stílust mutatja, titokzatosságot és játékosságot szimbolizál, mintegy előre mutat a szecesszió felé.
A szobrok mellett iparművészeti alkotásokat is készített, asztali díszeket allegorikus szobrokkal például a brüsszeli városháza enteriőrjeihez, stb. Dekoratív munkákat készített aranyból, elefántcsontból. Ékszereket is tervezett. Igen érdekelte a fényképezés, vett is kamerát, számos művész kortársával ellentétben a fényképezést nagyon fontosnak tartotta a művészet fejlődése szempontjából.

## Magyar vonatkozás
A már említett 1897-es állami nagy aranyéremmel való jutalmazás mellett a budapesti Szépművészeti Múzeum őrzi Van der Stappen Az aggodalom és A zsarnok rögeszme című formailag és tartalmilag is jellegzetes allegorikus alkotásait.

## Szobraiból

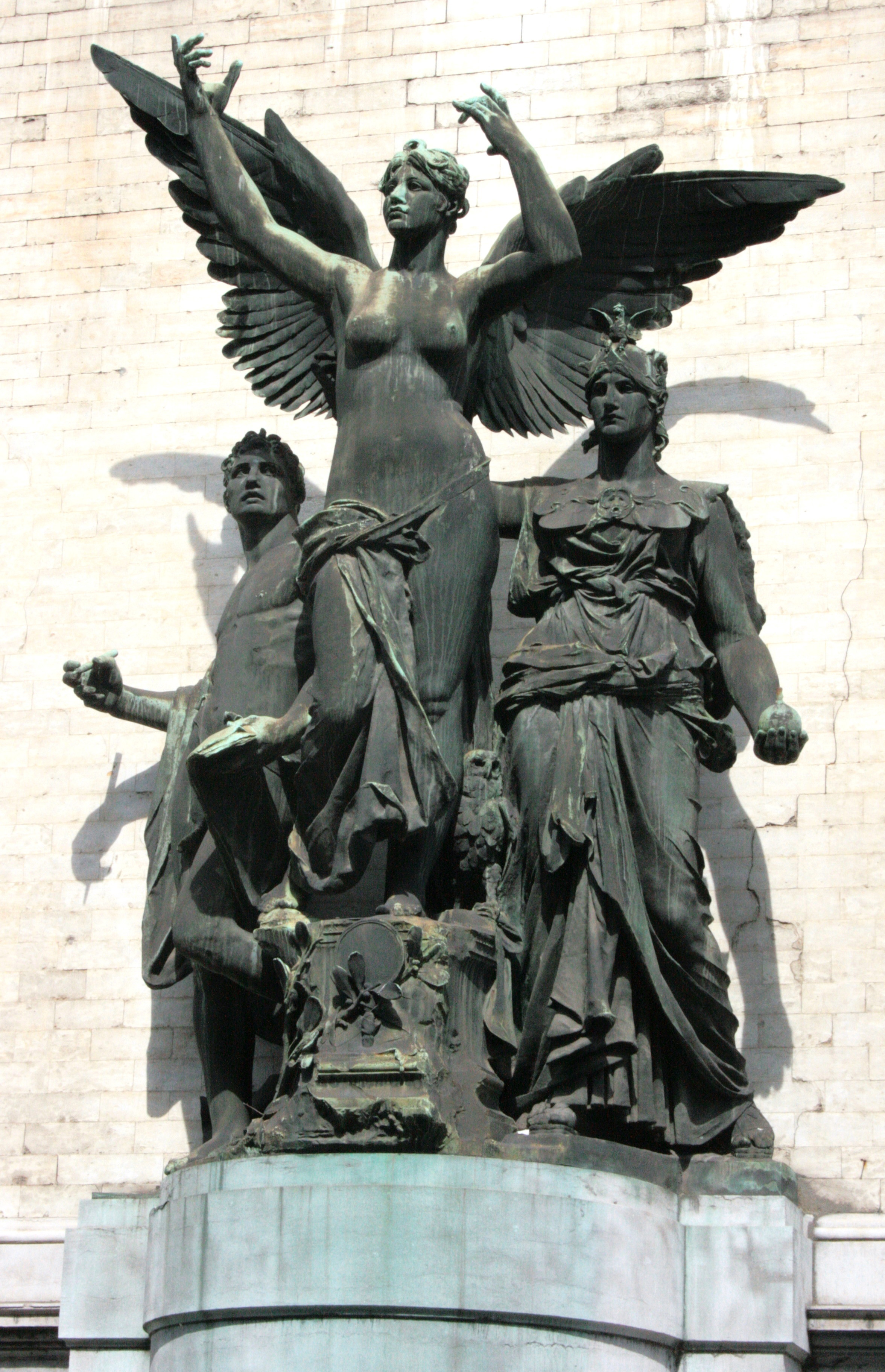
A művészet tanítása
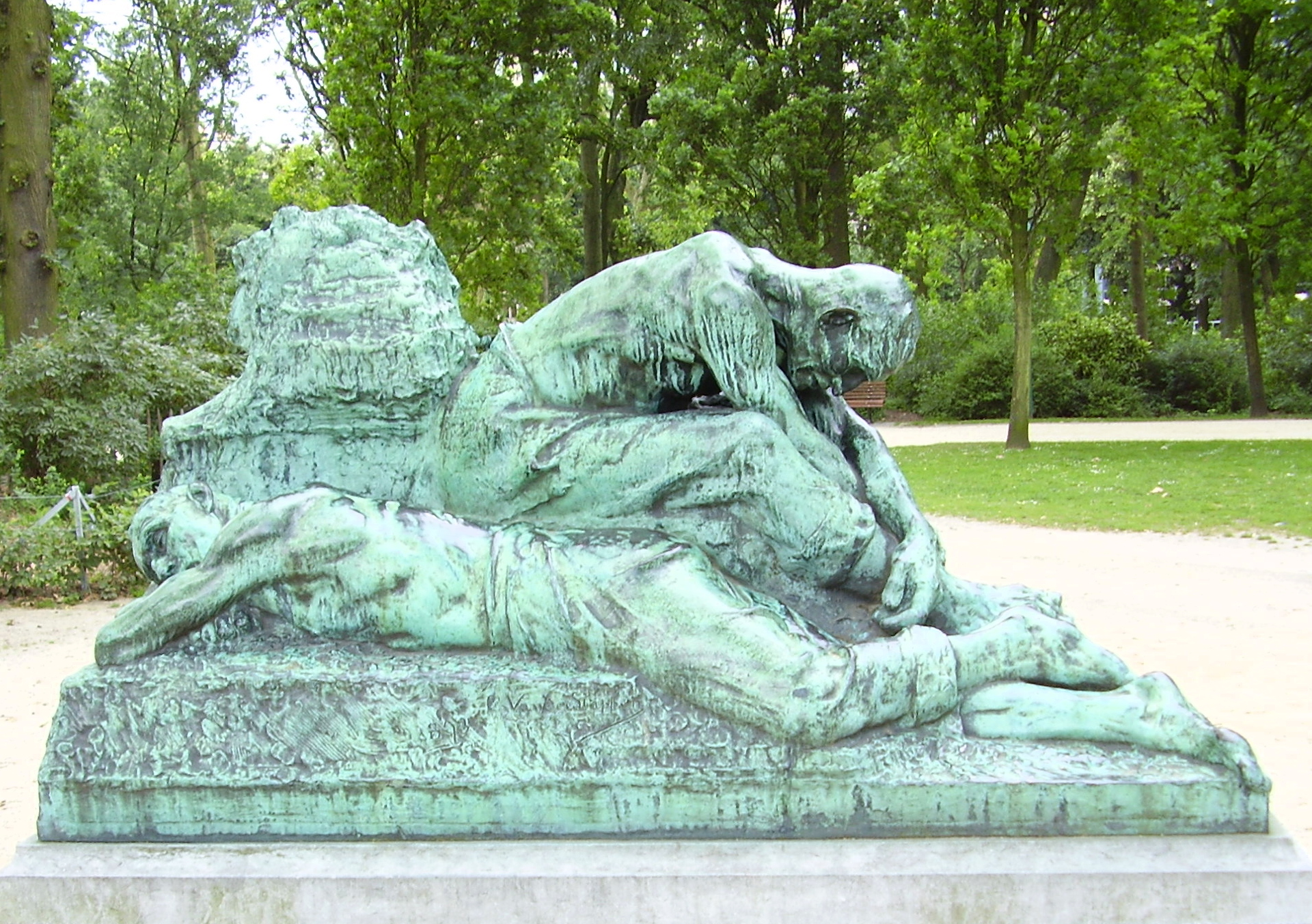
Városépítők
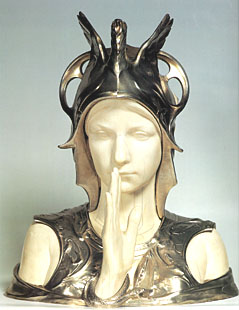
A szfinx misztériuma márványból
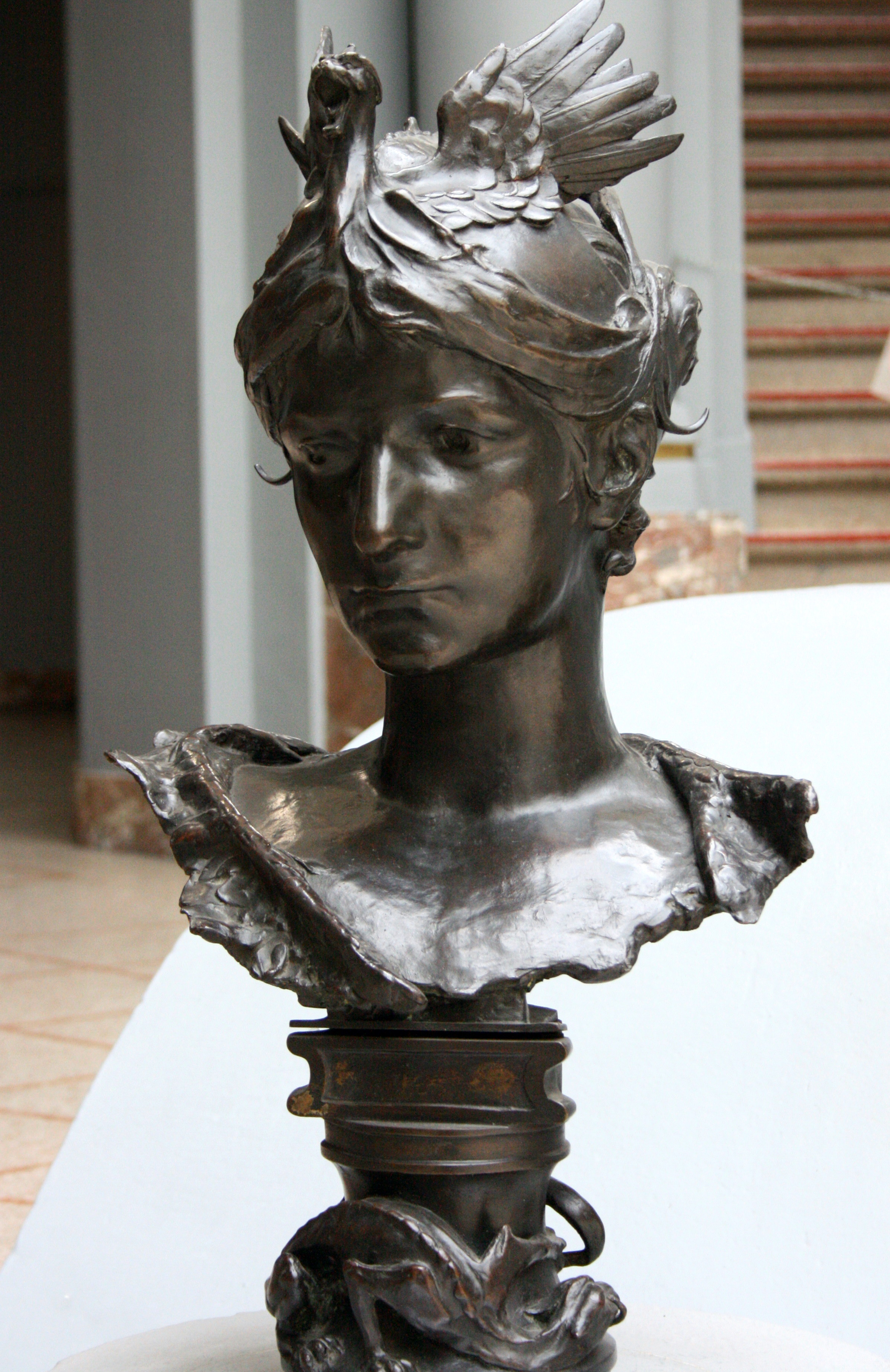
A szfinx bronzból